# 维滕博恩
维滕博恩是德国石勒苏益格－荷尔斯泰因州的一个市镇。总面积6.19平方公里，总人口832人，其中男性440人，女性392人（2011年12月31日），人口密度134人/平方公里。